# Irene Haase
Irene Haase (* 1961) ist eine deutsche Tischtennisspielerin. Bei Deutschen Meisterschaften der Erwachsenen gewann sie eine Bronzemedaille.

## Werdegang
Irene Haase begann mit dem Tischtennissport beim Verein TG Münster. Sie studierte in Köln und wurde 1981 in Baunatal Deutscher Hochschulmeister im Einzel durch einen Endspielsieg gegen Sabine Wenzel. Mit dem Team von TSG Burg Gretesch wurde sie in der Saison 1985/86 Meister der 2. Bundesliga Nord, danach spielte sie in der Bundesliga. Zu ihren größten Erfolgen zählt der Gewinn der Bronzemedaille im Doppel mit Rosemarie Seidler bei der Deutschen Meisterschaft 1985.

## Turnierergebnisse
| Verband | Veranstaltung               | Jahr | Ort        | Land | Einzel | Doppel | Mixed  | Team |       |  |
| ------- | --------------------------- | ---- | ---------- | ---- | ------ | ------ | ------ | ---- | ----- |  |
| GER     | Niedersachsen-Meisterschaft | 1985 | Stadthagen | GER  |        | Gold   |        |      | [ 5 ] |  |
| GER     | Niedersachsen-Meisterschaft | 1987 | Hannover   | GER  | Bronze |        |        |      | [ 6 ] |  |
| GER     | Niedersachsen-Meisterschaft | 1988 | Bad Iburg  | GER  |        |        | Bronze |      | [ 7 ] |  |